# アブラハヤ
アブラハヤ（油鮠、Rhynchocypris lagowskii steindachneri）はコイ目コイ科ウグイ亜科に属する淡水魚。体表のぬめりが強いことからアブラの名がある。

## 名称
ハヤ（本種以外にも様々な淡水魚を指す）、ミノー、ヤマガオ、ムギクソ、ドロクソ、クソッパヨ、アッパヘ、ブッゴロなどの地方名がある。

## 分布
日本固有亜種であり、本来の分布域は、本州の日本海側の青森県岩木川地域から福井県にかけて、太平洋側の青森県から岡山県まで広がる。北海道では国内外来種として定着している。

## 形態
通常大きくても全長15センチメートル程だが、最大20センチメートル程度まで成長する。体は細長く、体表にはぬめりがある。体色は黄褐色で、腹面は白色。体側面には中央に黒色と金色の縦帯が入り、その付近に細かな黒斑が散らばる。雄は生殖突起が鋭く、雌は丸みを帯びる。繁殖期になると雌の吻が伸びる。同属のタカハヤと比べて鱗が小さく、黒色縦帯が明瞭である。またタカハヤよりも尾柄が細長く、尾鰭が深くまで切れ込む。

## 生態
山地の湖沼や河川の中上流域の淵や淀みに生息する。低水温を好み、雑食性で底生生物や流下物、付着藻類などを食べる。産卵期は4月から7月であり、淵や平瀬の砂礫底に多くの個体が集まり集団産卵する。幼魚は浅く流れのゆるやかな所で群れて生活し、成長すると淵や淀みに移動する。

### 人為放流と交雑
1970年代後半には北海道での生息が報告されているが、琵琶湖産コアユの稚魚放流に伴い移入された個体と考えられ、2000年代には道南の安野呂川（厚沢部川水系）に定着したことが北海道大学の研究グループにより報告された。
2001年から2003年にかけて横浜市内鶴見川水系、大岡川水系、境川水系で行われた調査によれば、本来は調査を行った水系に生息しないタカハヤが見つかったほか、タカハヤとの交雑を示すDNAを持つ個体が捕獲されているが、タカハヤとの交雑が一代雑種なのか戻し交配を経た経代個体なのかは不明である。
エゾウグイ（ウグイ属）との間で属間雑種の存在が報告されている。

## 利用

### 漁・釣り

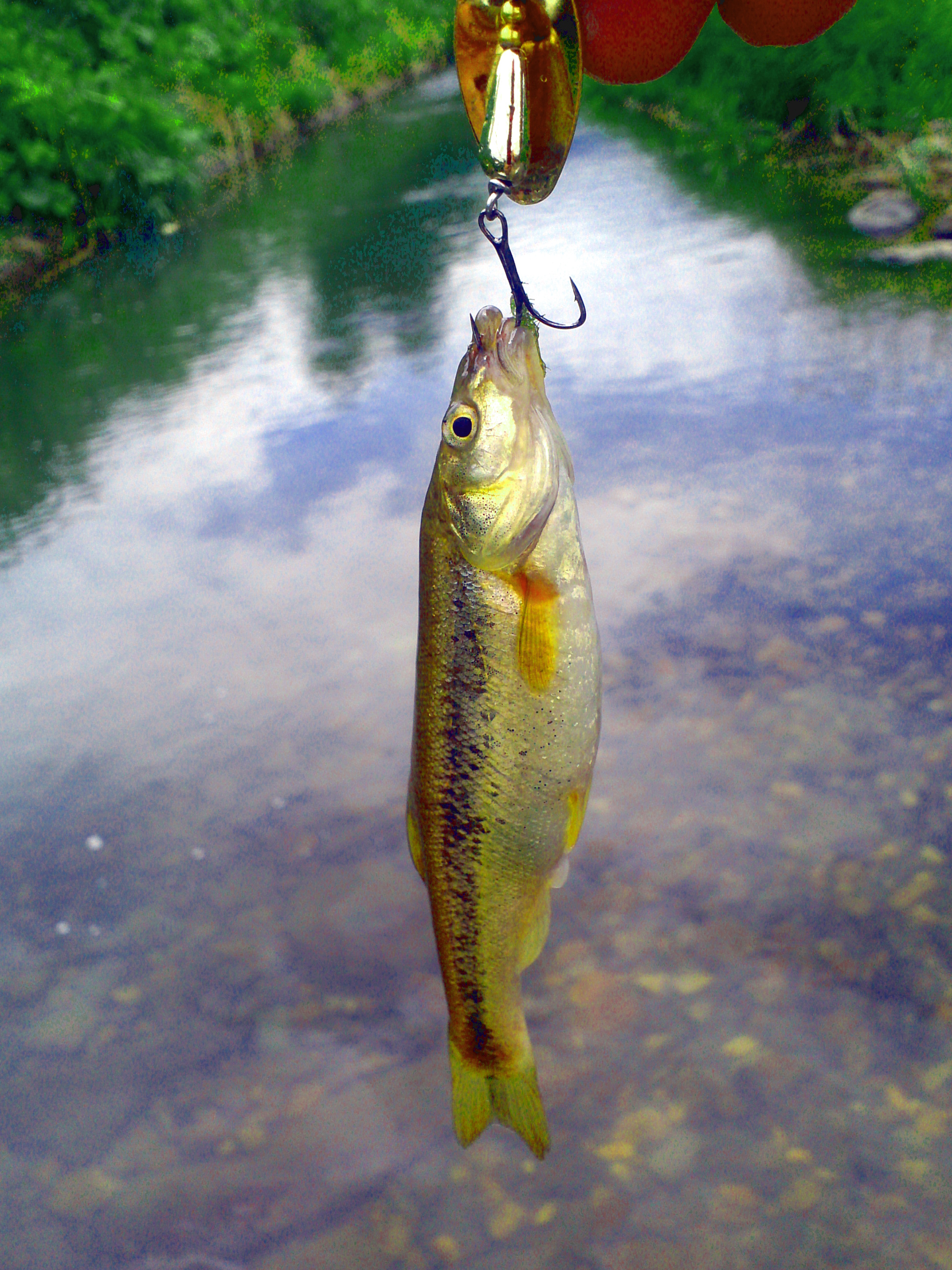
ルアーで釣れたアブラハヤ

一本釣りまたは、サビキ釣りで釣られる。餌は、サシか赤虫がよく使われる。小河川にも生息し子供でも容易に釣ることが出来る。泳がせ釣り用の活き餌として釣られることもある。また、小型のルアーでも釣れる。

### 料理
成長した親魚では骨が太くて硬いが、小ぶりなものは骨も細くて柔らかく、多少の苦みがあるが丸ごと食べられる。内臓を取り除き天ぷら、フライ、から揚げ、マリネ、南蛮漬けなど、いろいろな料理にされる。